# Bruno Castany
Pas d'image ? Cliquez ici

a Compétitions nationales et continentales officielles uniquement.

Bruno Castany, né le 11 mars 1996, est un joueur français de rugby à XIII évoluant au poste d'arrière ou de demi d'ouverture. Formé à l'académie des Dragons Catalans, il intègre en 2015 l'équipe de Saint-Estève XIII Catalan en Championnat de France et y dispute la finale de la Coupe de France en 2016. Il se rend pendant une saison à Albi en 2017 puis retourne à Saint-Estève XIII Catalan en 2018.

## Biographie
Son grand-père, Yves Castany, est un ancien joueur de rugby à XIII avant de devenir entraîneur de Saint-Estève. Son père, Bruno Castany, est également un ancien joueur au poste de demi d'ouverture de Saint-Estève et occupe le poste de directeur sportif de toutes les équipes de jeunes des Dragons Catalans. En manque de temps de jeu à Saint-Estève XIII Catalan, il s'engage à Palau en mars 2019.

## Palmarès
- Collectif :
  - Vainqueur de la Coupe de France : 2016[3] et 2025 (Saint-Estève XIII Catalan).

### Détails en club
| Saison    | Saison                    | Championnat                          | Championnat | Championnat | Championnat | Championnat | Championnat | Championnat | Coupe      |
| Saison    | Saison                    | Comp.                                | Class.      | M           | Pts         | Ess.        | Buts        | Dp.         | Coupe      |
| --------- | ------------------------- | ------------------------------------ | ----------- | ----------- | ----------- | ----------- | ----------- | ----------- | ---------- |
| 2015-2016 | Saint-Estève XIII Catalan | Championnat de France                | 1/2 finale  | 11          | 28          | 5           | 4           | -           | Vainqueur  |
| 2016-2017 | Saint-Estève XIII Catalan | Championnat de France                | 1/2 finale  | 17          | 42          | 6           | 9           | -           | 1/8 finale |
| 2017-2018 | Albi R.L.                 | Championnat de France                | 1/4 finale  | 19          | 111         | 1           | 53          | 1           | 1/2 finale |
| 2018-2019 | Palau XIII                | Championnat de France                | 7e          | 16          | 84          | 7           | 28          | -           | 1/4 finale |
| 2019-2020 | Palau XIII                | Championnat de France                | 9e          | 3           | 4           | 1           | -           | -           | Annulée    |
| 2020-2021 | Palau XIII                | Championnat de France                | 8e          | 16          | 56          | 3           | 22          | -           | Annulée    |
| 2021-2022 | R.C. Baho                 | Championnat de France de 2e division | Finaliste   | 16          | 72          | 15          | 6           | -           | Annulée    |
| 2022-2023 | XIII Baroudeur de Pia     | Championnat de France                | 1/4 finale  | 17          | 39          | 9           | 1           | 1           | 1/4 finale |
| 2023-2024 | Saint-Estève XIII Catalan | Championnat de France                | 1/4 finale  | 12          | 68          | 3           | 28          | -           | 1/2 finale |
| 2024-2025 | Saint-Estève XIII Catalan | Championnat de France                |             | 15          | 76          | 6           | 26          | -           | Vainqueur  |